# Revúcka Lehota
Revúcka Lehota (1927–1948 slowakisch „Umrlá Lehota“ – bis 1927 auch „Umrlá Lehotka“; ungarisch Lehelfalva – bis 1907 Umrlalehota, älter auch Umrlólehota o. ä.) ist eine Gemeinde in der südlichen Mittelslowakei mit 318 Einwohnern (Stand 31. Dezember 2024), die zum Okres Revúca, einem Kreis des Banskobystrický kraj, gehört und in der traditionellen Landschaft Gemer liegt.

## Geographie
Die Gemeinde befindet sich im Bergland Revúcka vrchovina im Slowakischen Erzgebirge, im oberen Tal des Muráň im Einzugsgebiet der Slaná, am Bach Dolina. Ein Großteil des Stausees Miková befindet sich auf dem Gemeindegebiet. Das Ortszentrum liegt auf einer Höhe von 310 m n.m. und ist sechs Kilometer von Revúca sowie acht Kilometer von Jelšava entfernt.
Nachbargemeinden sind Chyžné im Norden und Osten, Lubeník im Südosten und Mokrá Lúka im Süden und Westen.

## Geschichte

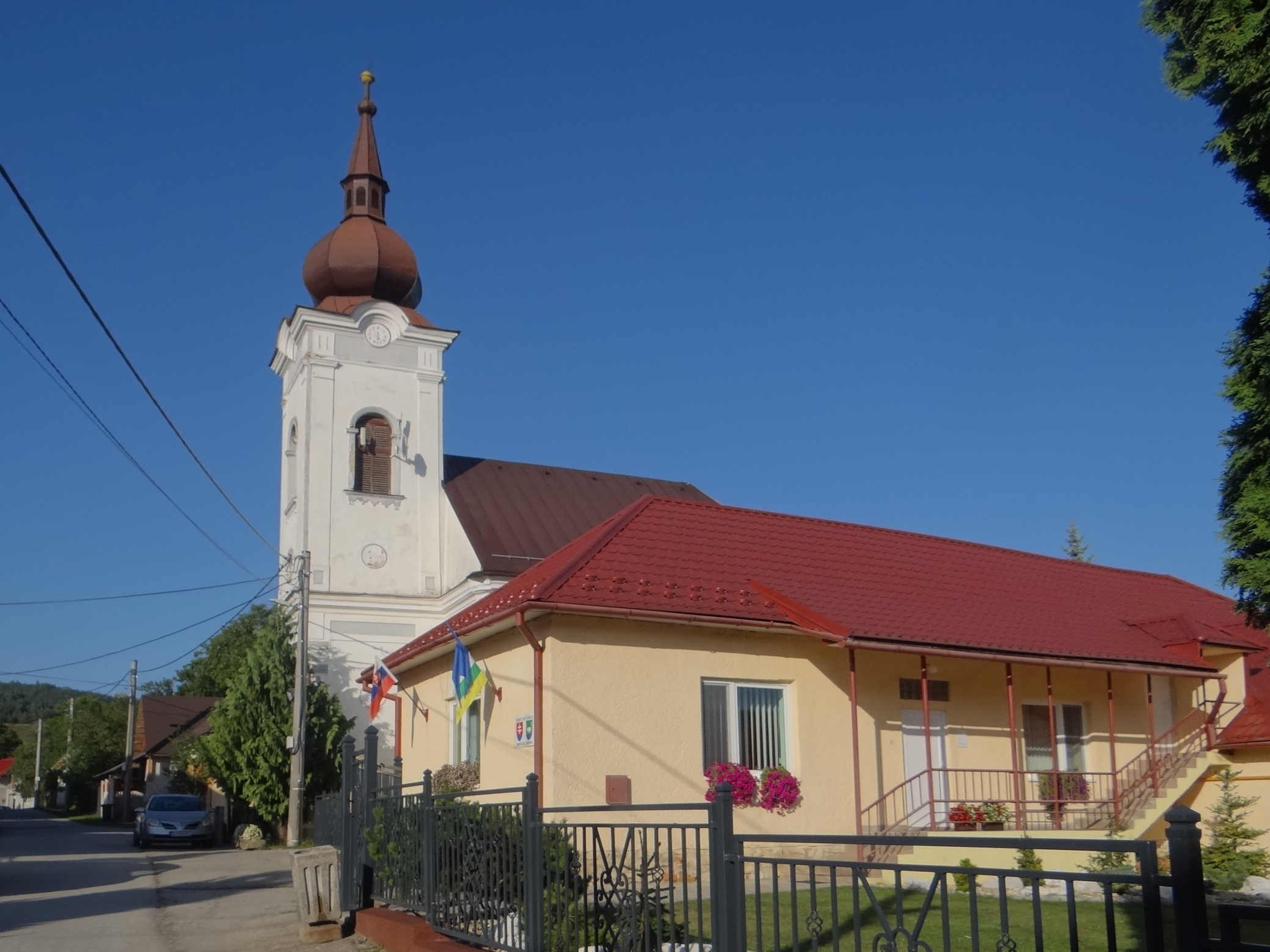
Evangelische Kirche und Gemeindeamt

Revúcka Lehota entstand wahrscheinlich im 14. Jahrhundert nach walachischem Recht und wurde zum ersten Mal 1427 als Lehowtha schriftlich erwähnt, weitere historische Bezeichnungen sind unter anderen Lohota (1435), Kyslehota (1548), Vmerla Lehotta (1563), Lehotta Minor alias Vmrla Lehotta (1573) und Umrla Lehota (1786). Das Dorf lag zuerst im Herrschaftsgebiet von Eltsch, ab der Mitte des 15. Jahrhunderts in jenem der Burg Muráň. 1828 zählte man 45 Häuser und 412 Einwohner, die als Hirten, Köhler, Landwirte und als Arbeiter in umliegenden Hammerwerken beschäftigt waren.
Bis 1918 gehörte der im Komitat Gemer und Kleinhont liegende Ort zum Königreich Ungarn und kam danach zur Tschechoslowakei beziehungsweise heute Slowakei.

### Ortsname
Der bis 1948 offizielle Name, Umrlá Lehota (deutsch etwa: Totes Lehota), bezieht sich auf zwei Legenden aus der Mitte des 16. Jahrhunderts. Nach einer soll einzig ein Mädchen eine Epidemie überlebt haben, und in der nächsten Siedlung rief sie aus Verzweiflung „Umrula Lehvatka!“ (etwa: Lehvatka ist gestorben!). Nach der zweiten wurde der Ort nach einem türkischen Überfall so stark in Mitleidenschaft gezogen, dass nur wenige Einwohner sich retten konnten, und die Siedlung wurde seither Umrlá Lehota genannt.

## Bevölkerung
| Jahr                | 1994 | 2004    | 2014    | 2024    |
| ------------------- | ---- | ------- | ------- | ------- |
| Anzahl der Personen | 339  | 328     | 322     | 318     |
| Unterschied         |      | −3,24 % | −1,82 % | −1,24 % |

| Jahr                | 2023 | 2024    |
| ------------------- | ---- | ------- |
| Anzahl der Personen | 307  | 318     |
| Unterschied         |      | +3,58 % |

Nach der Volkszählung 2011 wohnten in Revúcka Lehota 323 Einwohner, davon 313 Slowaken, jeweils drei Magyaren und Tschechen sowie ein Russe. Drei Einwohner machten keine Angabe zur Ethnie.
113 Einwohner bekannten sich zur Evangelischen Kirche A. B., 60 Einwohner zu den Baptisten, 36 Einwohner zur römisch-katholischen Kirche, fünf Einwohner zu den Siebenten-Tags-Adventisten, jeweils drei Einwohner zu den Brethren und zu den Zeugen Jehovas, zwei Einwohner zur reformierten Kirche sowie jeweils ein Einwohner zur griechisch-katholischen Kirche und zur orthodoxen Kirche. 80 Einwohner waren konfessionslos und bei 19 Einwohnern wurde die Konfession nicht ermittelt.

## Baudenkmäler
- evangelische Kirche im klassizistischen Stil aus dem Jahr 1793[7]

## Verkehr
Durch Revúcka Lehota führt die Straße 2. Ordnung 532 zwischen Tornaľa-Behynce und Muráň, mit der Straße 2. Ordnung 2843 als Abzweigung ins bebaute Ortsgebiet. Es gibt eine Haltestelle an der Bahnstrecke Plešivec–Muráň, allerdings ohne regelmäßigen Personenverkehr (seit 2011).